# Pieczarka karbolowa

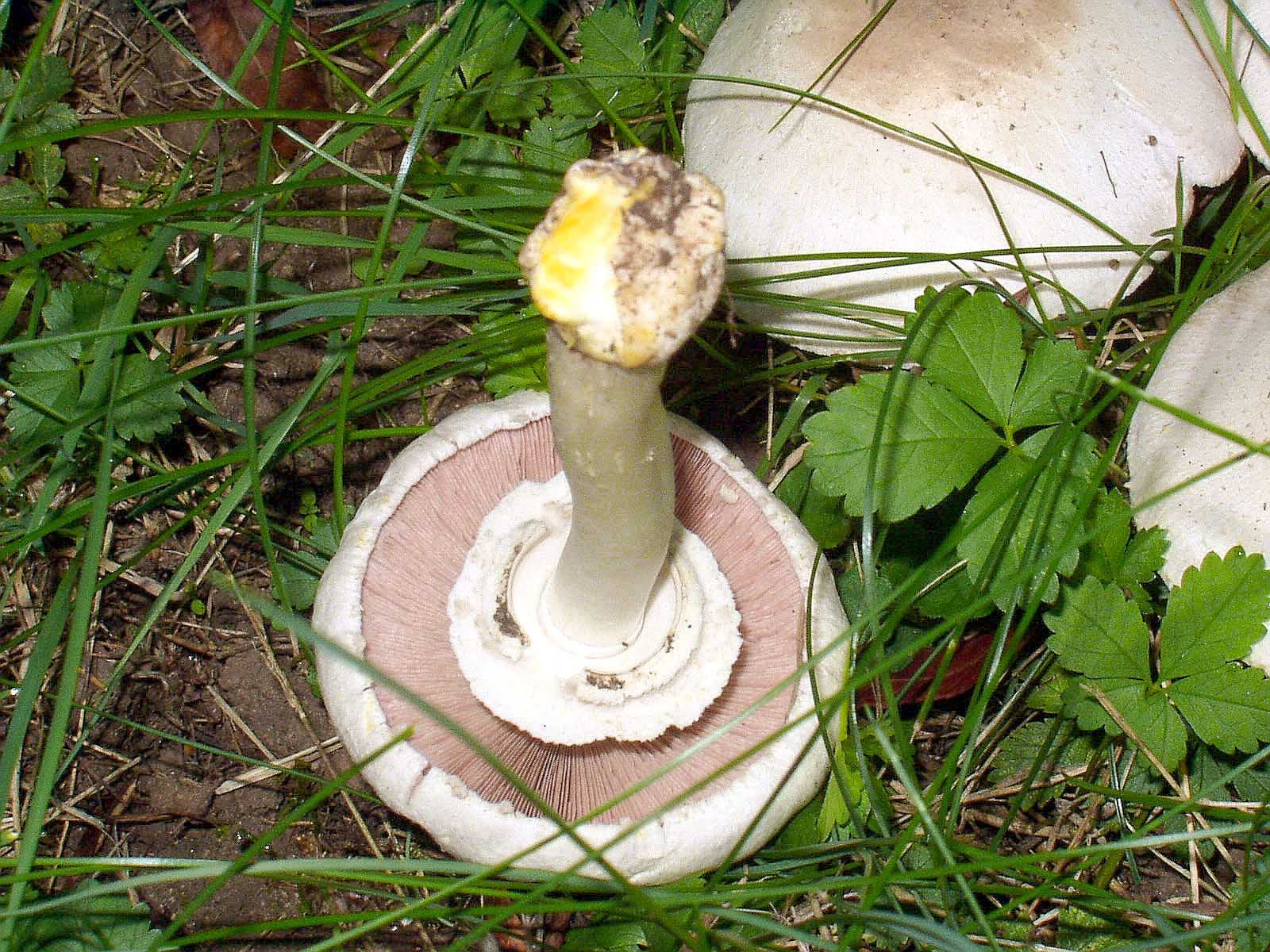
Blaszki i trzon

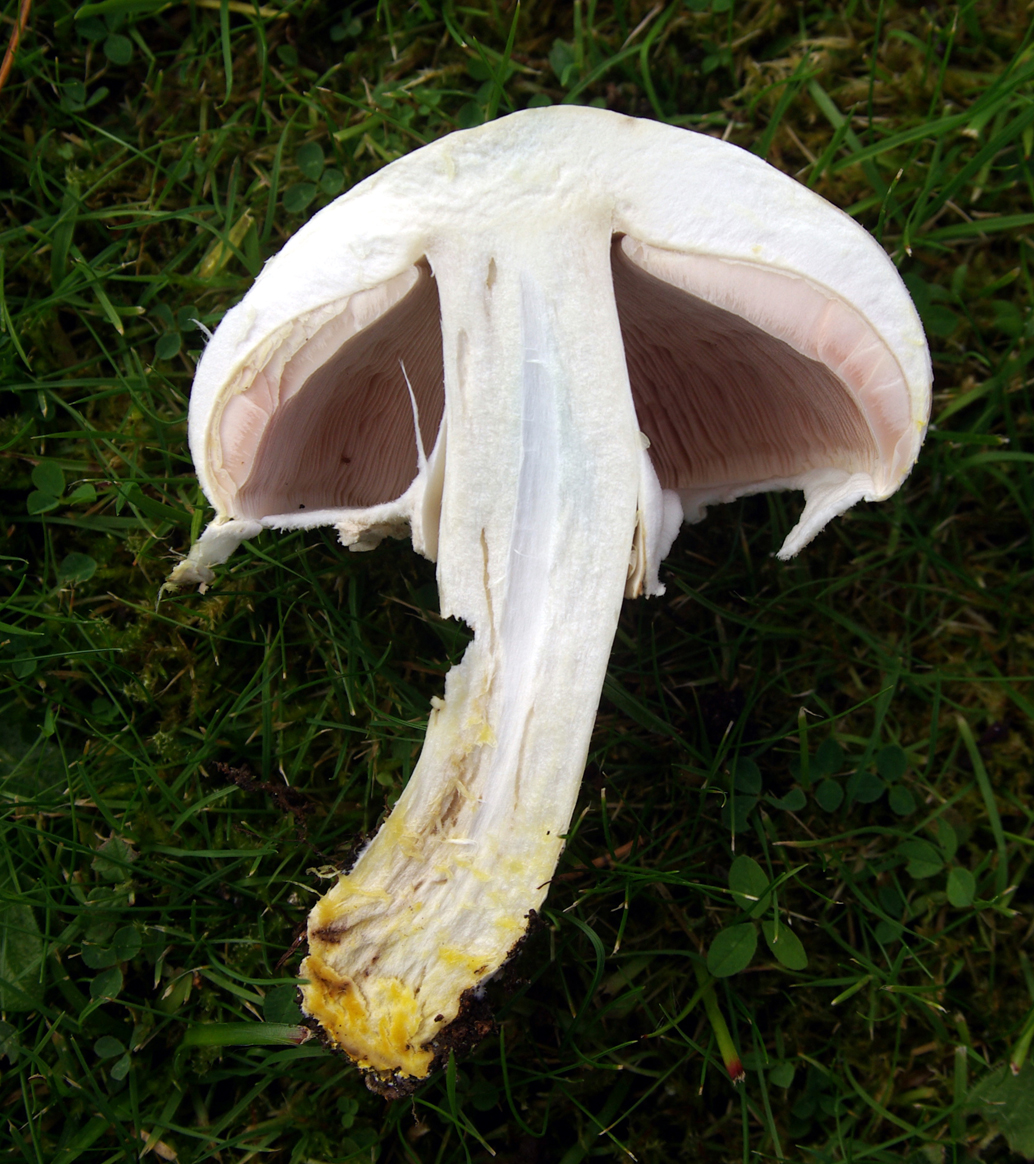
Charakterystyczne żółknięcie u podstawy trzonu

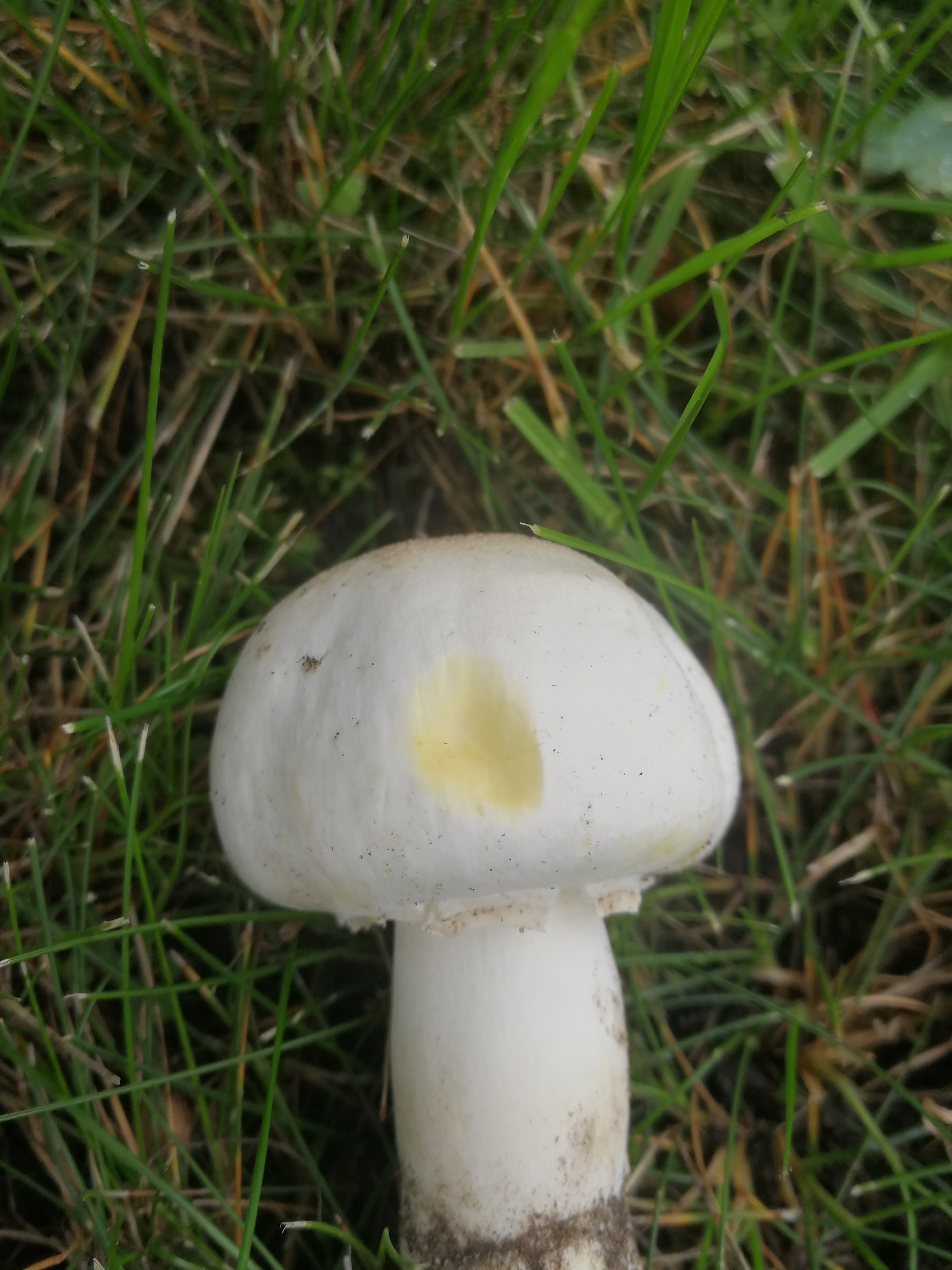
Kapelusz żółknie po uciśnięciu

Pieczarka karbolowa (Agaricus xanthodermus Genev.) – gatunek grzybów z rodziny pieczarkowatych (Agaricaceae).

## Systematyka i nazewnictwo
Pozycja w klasyfikacji według Index Fungorum: Agaricus, Agaricaceae, Agaricales, Agaricomycetidae, Agaricomycetes, Agaricomycotina, Basidiomycota, Fungi.
Gatunek ten opisał Leon Gaston Genevier w 1876 r. Ma 20 synonimów naukowych.
Polską nazwę podał Władysław Wojewoda w 2003 r. W polskim piśmiennictwie mykologicznym gatunek ten opisywany był też jako pieczarka cuchnąca lub pieczarka żółtawa. Określenie „karbolowa” wynika z faktu, iż podczas gotowania tego grzyba wydziela się silny, nieprzyjemny zapach, bardzo podobny do karbolu.

## Morfologia
Kapelusz
Średnicy 4–12(15) cm, całkowicie biały i wypukły, skórka jadwabista, często promieniowo pękająca, niekiedy bywa pokryta delikatnymi łuseczkami oraz posiadać może w szczycie zabarwienie jasnobeżowe. Skórka na kapeluszu pod naciskiem przebarwia się na kolor żółty.
Blaszki
Dość cienkie, z początku w kolorze róż, różowobiaławym i jej odcieniach, z czasem przebarwiającym się do koloru czekoladowobrunatnego.
Trzon
Do wysokości 10–12 cm, cały biały, wysmukły, przechodzący w dolnej części w bulwę, pod naciskiem zmienia kolor na chromowożółty. Trzon niekiedy pusty w środku (patrz zdjęcie). Pierścień zwisający, od spodu z charakterystycznym, dookoła biegnącym kantem.
Miąższ
Biały, po przekrojeniu przybiera intensywnego koloru żółtego, potarty w nasadzie barwi się chromowożółto. W zapachu przypomina karbol lub atrament, podczas gotowania zapach ten przybiera na sile. W smaku bardzo nieprzyjemny.
Wysyp zarodników
Ciemny. Zarodniki eliptyczne, o średnicy 5,5–6,5 × 3,5–4,5 µm. Okres wysypu przypada na miesiące od lipca do października.
Gatunki podobne
Grzyb ten najłatwiej pomylić z pieczarką białawą (Agaricus arvensis). Cechą, która je odróżnia to zapach miąższu. Podobna jest też pieczarka bulwiasta (Agaricus sylvicola) oraz pieczarka leśna (Agaricus sylvaticus). Zapach, jak i smak odróżniają tę pieczarkę od innych jadalnych gatunków pieczarek.

## Występowanie i siedlisko
Opisano stanowiska tego gatunku w Ameryce Północnej, Środkowej i Południowej, Europie i Australii. W Polsce jest dość częsty.
Naziemny grzyb saprotroficzny. Owocniki od maja do października. Występuje w lasach liściastych i iglastych, na terenach w pobliżu dróg i ich przydrożnych zaroślach, w parkach, ogrodach, na łąkach, tworząc niekiedy większe skupiska.

## Znaczenie
Grzyb trujący, powoduje (chociaż nie u wszystkich ludzi) silne zaburzenia w trawieniu, połączone z mdłościami i wymiotami. Alkohol może wzmacniać działanie trujące, zależnie od stanu zatrutej osoby. Pieczarki trujące od pieczarek jadalnych odróżniają się nieprzyjemnym zapachem. Zasada ta dotyczy jednak tylko pieczarek, wielu innych grzybów trujących nie da się odróżnić po zapachu.